# The Flame
The Flame (A Chama) é um filme de romance mudo britânico de 1920, dirigido por Floyd Martin Thornton e estrelado por Evelyn Boucher, Reginald Fox e Dora De Winton. Foi baseado em um romance de Olive Wadsley.

## Elenco
- Evelyn Boucher - Toni Saumarez
- Reginald Fox - Senhor Robert Wyke
- Dora De Winton - Senhora Henrietta
- Fred Thatcher - Fane
- Rowland Myles - Boris Ritsky
- Ernest Maupain - Sparakoff
- Arthur Cullin - Senhor Charles Saumarez
- Clifford Pembroke - Capitão Wynford Saumarez
- Frank Petley - Miskoff
- J. Edwards Barker - Dr. Lindsay
- Sydney Wood - Fane criança